# Rheumaptera anestia
Rheumaptera anestia är en fjärilsart som beskrevs av Louis Beethoven Prout 1941. Rheumaptera anestia ingår i släktet Rheumaptera och familjen mätare. Inga underarter finns listade.